# Русакова, Влада Вилориковна
Влада Вилориковна Русакова (род. 13 декабря 1953, Москва) — вице-президент «Роснефти» (с 2013), член правления ОАО «Газпром» (2003—2013).

## Биография
Родилась 13 декабря 1953 года в Москве.
В 1977 году окончила Московский институт нефтехимической и газовой промышленности им. И. М. Губкина по специальности «проектирование и эксплуатация газонефтепроводов, газохранилищ и нефтебаз» и аспирантуру в том же институте; с 1978 года работает в газовой отрасли.
В 2003 году прошла обучение в  Академии народного хозяйства при Правительстве РФ (ныне РАНХиГС), получила диплом МВА.
С 1995 года работала в «Газпроме»: начальник службы развития зарубежных проектов Управления перспективного развития, заместитель начальника Управления прогнозирования перспективного развития — начальник отдела развития зарубежных проектов Департамента перспективного развития (1997—1998), начальник Управления прогнозирования перспективного развития Департамента перспективного развития, науки и экологии (1998—2003), начальник Департамента перспективного развития, науки и экологии (2003). С 2003 года входила в состав правления компании, будучи одновременно начальником Департамента стратегического развития (с марта 2012 — начальником Департамента перспективного развития). Возглавляла технический комитет «Техника и технология добычи и переработки нефти и газа».
Экспертами подвергалась критике позиция департамента стратегического развития «Газпрома», давшего в 2007—2008 годы отрицательное заключение по проекту газопровода «Алтай».
В. В. Русакова критиковала ряд направлений деятельности «Газпрома», в частности, экономически неэффективные грандиозные стройки. Уволена из компании в конце 2012 года по достижении пенсионного возраста.
С 3 апреля 2013 года — вице-президент компании «Роснефть», директор департамента развития газового бизнеса.